# Campionati europei under 23 di lotta 2017
I campionati europei di under 23 lotta 2017 si sono svolti a Szombathely, in Ungheria, dal 28 marzo al 2 aprile 2017. Sono stati la 3ª edizione della manifestazione continentale per lottatore di età inferiore ai 23 anni. Si sono svolti 24 tornei di cui 8 di lotta greco-romana e 16 di lotta libera, 8 femminile e 8 maschile.

## Podi

### Uomini

#### Lotta libera
| Evento | Oro                 | Argento            | Bronzo                 |
| 57 kg  | Süleyman Atlı       | Azamat Tuskaev     | Andrii Yatsenko        |
| 57 kg  | Süleyman Atlı       | Azamat Tuskaev     | Ivan Zamfirov          |
| 61 kg  | Gadžimurad Rašidov  | Sedat Özdemir      | Ali Rahimzade          |
| 61 kg  | Gadžimurad Rašidov  | Sedat Özdemir      | Shota Phartenadze      |
| 65 kg  | Teymur Məmmədov     | Haydar Yavuz       | Imam Adzhiev           |
| 65 kg  | Teymur Məmmədov     | Haydar Yavuz       | Iveriko Julakidze      |
| 70 kg  | Gadzhimurad Omarov  | Zaurbek Sidakov    | Vasyl Mykhailov        |
| 70 kg  | Gadzhimurad Omarov  | Zaurbek Sidakov    | Mirza Skhulukhia       |
| 74 kg  | Avtandil Kentchadze | Zelimkhan Khadjiev | Henri Aleksi Selenius  |
| 74 kg  | Avtandil Kentchadze | Zelimkhan Khadjiev | Ismail Abdullaev       |
| 86 kg  | Murat Ertürk        | Bendeguz Toth      | Arsen-Ali Musalaliev   |
| 86 kg  | Murat Ertürk        | Bendeguz Toth      | Kanan Aliyev           |
| 97 kg  | Givi Mach'arashvili | Georgii Gogaev     | Murazi Mchedlidze      |
| 97 kg  | Givi Mach'arashvili | Georgii Gogaev     | Gennadij Cudinovic     |
| 125 kg | Geno Petriashvili   | Vitali Piasniak    | Kazbek Khubulov        |
| 125 kg | Geno Petriashvili   | Vitali Piasniak    | Kamil Tomasz Kosciolek |

#### Lotta greco-romana
| Evento | Oro               | Argento              | Bronzo              |
| 59 kg  | Murad Məmmədov    | Žambolat Lok'jaev    | Dato Chkhartishvili |
| 59 kg  | Murad Məmmədov    | Žambolat Lok'jaev    | Justas Petravicius  |
| 66 kg  | Roman Pacurkowski | Aslan Visaitov       | Deyvid Dimitrov     |
| 66 kg  | Roman Pacurkowski | Aslan Visaitov       | Serhii Kozub        |
| 71 kg  | İslambək Dadov    | Ramaz Zoidze         | Artur Politaiev     |
| 71 kg  | İslambək Dadov    | Ramaz Zoidze         | Robert Fritsch      |
| 75 kg  | Zoltán Lévai      | Antonio Kamenjasevic | Akhmed Kaytsukov    |
| 75 kg  | Zoltán Lévai      | Antonio Kamenjasevic | Tsimur Berdyieu     |
| 80 kg  | Alex Kessidis     | Gela Bolkvadze       | Eltun Vazirzade     |
| 80 kg  | Alex Kessidis     | Gela Bolkvadze       | Andrii Antoniuk     |
| 85 kg  | Kristoffer Berg   | Ruslan Iusupov       | Lasha Gobadze       |
| 85 kg  | Kristoffer Berg   | Ruslan Iusupov       | Denis Kudla         |
| 98 kg  | Orkhan Nuriyev    | Matti Kuosmanen      | Fatih Başköy        |
| 98 kg  | Orkhan Nuriyev    | Matti Kuosmanen      | Muhammed Sever      |
| 130 kg | Osman Yıldırım    | Mantas Knystautas    | Zviadi Pataridze    |
| 130 kg | Osman Yıldırım    | Mantas Knystautas    | Oskar Marvik        |

### Donne

#### Lotta libera
| Evento | Oro                  | Argento           | Bronzo                  |
| 48 kg  | Anzhelika Vetoshkina | Ilona Semkiv      | Evin Demirhan           |
| 48 kg  | Anzhelika Vetoshkina | Ilona Semkiv      | Miglena Selishka        |
| 53 kg  | Lilya Horishna       | Leyla Gurbanova   | Iulia Leorda            |
| 53 kg  | Lilya Horishna       | Leyla Gurbanova   | Katsiaryna Pichkouskaya |
| 55 kg  | Iryna Kurachkina     | Bediha Gün        | Nina Menkenova          |
| 55 kg  | Iryna Kurachkina     | Bediha Gün        | Ramona Galambos         |
| 58 kg  | Tetyana Kit          | Elin Nilsson      | Alyona Kolesnik         |
| 58 kg  | Tetyana Kit          | Elin Nilsson      | Luisa Niemesch          |
| 60 kg  | Liubov Ovcharova     | Anastasia Nichita | Nade Dragunova          |
| 60 kg  | Liubov Ovcharova     | Anastasia Nichita | Oksana Herhel           |
| 63 kg  | Petra Olli           | Adela Hanzlickova | Maria Kuznetsova        |
| 63 kg  | Petra Olli           | Adela Hanzlickova | Kriszta Incze           |
| 69 kg  | Koumba Larroque      | Martina Kuenz     | Khanum Velieva          |
| 69 kg  | Koumba Larroque      | Martina Kuenz     | Alexandra Anghel        |
| 75 kg  | Zsanett Nemeth       | Natallia Lanko    | Iryna Pasichnyk         |
| 75 kg  | Zsanett Nemeth       | Natallia Lanko    | Francy Rädelt           |

## Classifica squadre
| Pos. | Lotta libera maschile | Lotta libera maschile | Lotta greco-romana | Lotta greco-romana | Lotta libera femminile | Lotta libera femminile |
| Pos. | Squadra               | Punti                 | Squadra            | Punti              | Squadra                | Punti                  |
| ---- | --------------------- | --------------------- | ------------------ | ------------------ | ---------------------- | ---------------------- |
| 1    | Russia                | 61                    | Georgia            | 48                 | Ucraina                | 57                     |
| 2    | Georgia               | 60                    | Ungheria           | 42                 | Russia                 | 53                     |
| 3    | Turchia               | 58                    | Turchia            | 41                 | Bielorussia            | 41                     |
| 4    | Azerbaigian           | 53                    | Ucraina            | 41                 | Turchia                | 34                     |
| 5    | Ucraina               | 47                    | Russia             | 37                 | Ungheria               | 30                     |

## Medagliere
| Posiz. | Nazione     | Oro | Argento | Bronzo | Totale |
| ------ | ----------- | --- | ------- | ------ | ------ |
| 1      | Azerbaigian | 5   | 1       | 5      | 11     |
| 2      | Russia      | 3   | 6       | 7      | 16     |
| 3      | Turchia     | 3   | 3       | 2      | 8      |
| 4      | Georgia     | 3   | 2       | 6      | 11     |
| 5      | Ucraina     | 2   | 1       | 8      | 11     |
| 6      | Ungheria    | 2   | 1       | 2      | 5      |
| 7      | Svezia      | 2   | 1       | 0      | 3      |
| 8      | Bielorussia | 1   | 2       | 3      | 6      |
| 9      | Finlandia   | 1   | 1       | 1      | 3      |
| 10     | Francia     | 1   | 1       | 0      | 2      |
| 11     | Polonia     | 1   | 0       | 1      | 2      |
| 12     | Moldavia    | 0   | 1       | 2      | 3      |
| 13     | Lituania    | 0   | 1       | 1      | 2      |
| 14     | Austria     | 0   | 1       | 0      | 1      |
| 15     | Rep. Ceca   | 0   | 1       | 0      | 1      |
| 16     | Croazia     | 0   | 1       | 0      | 1      |
| 17     | Germania    | 0   | 0       | 5      | 5      |
| 18     | Bulgaria    | 0   | 0       | 2      | 2      |
| 19     | Romania     | 0   | 0       | 2      | 2      |
| 20     | Norvegia    | 0   | 0       | 1      | 1      |
| Totale | Totale      | 24  | 24      | 48     | 98     |